# 최산해
《최산해》는 《파워 디지몬》에 등장하는 주인공으로, 원판 이름은 모토미야 다이스케(本宮 大輔).

## 프로필
한국이름 : 최산해 / 파트너: 브이몬  /  D-3 색깔: 파란색
성우: 키우치 레이코, 카타야마 후쿠쥬로(라스트 에볼루션 인연) / 차명화, 양정화(크로스워즈), 탁원정(라스트 에볼루션 인연) / 브라이언 도너번
여의 초등학교 5학년으로, 운동을 좋아하는 직선적이고 솔직한 타입의 열혈성 캐릭터. 이마에 쓰고 있는 고글은 평소 동경하던 축구부 선배 신태일로부터 받은 것이다. 그의 여동생인 나리와는 급우인 동시에 짝사랑 중이지만 어느날 전학온 리키와 항상 즐겁게 지내는 모습에 질투를 느껴서 리키를 라이벌로 여기고 있다. 나리와 함께 서로 주먹질을 하기도 했었다. 제멋대로 행동하는 면이 있지만, 리더십 역시 갖추고 있는 인물. 좋아하는 과목은 체육이라는 것과 급식을 좋아한다는 단순한 면이 있다. 최종화에서는 라면 회사 사장이 된다.
<디지몬 어드벤처 트라이>에서는 등장했으나, 현재 행방불명이 된 상태다.